# سامسونگ اس۵۶۰۰وی
سامسونگ اس۵۶۰۰وی یک‌نمونه از گوشی‌های تلفن همراه سری S شرکت سامسونگ می باشد که توسط همین شرکت به بازار عرضه شده‌است.